# Ryan Fredericks
Ryan Marlowe Fredericks (* 10. Oktober 1992 in London) ist ein englischer Fußballspieler, der als Außenverteidiger für den Premier-League-Klub AFC Bournemouth spielt.

## Vereinskarriere
Fredericks wurde in Hammersmith (London) geboren. Fredericks kam im Juli 2009 in die Jugendakademie der Tottenham Hotspur. Er unterschrieb im Juli 2010 einen Profivertrag bei dem Verein. Im Juli 2011 erhielt Fredericks einen neuen Vertrag im Klub. Für die erste Mannschaft der Spurs spielte er allerdings lediglich in der Europa League. Während er dort unter Vertrag stand, absolvierte er Gastspiele auf Leihbasis für den FC Brentford (2012), den FC Millwall (2014) und den FC Middlesbrough (2014 bis 2015).
Am 6. August 2015 wechselte Fredericks zu Bristol City in die Football League Championship und unterzeichnete dort einen Dreijahresvertrag. Nach nur sechsundzwanzig Tagen im Verein und nur fünf Auftritten in allen Wettbewerben wechselte er aufgrund von persönlichen Differenzen zum FC Fulham. Hier konnte er seinen endgültigen Durchbruch im Profifußball erreichen und sich in der Startelf etablieren. In seiner ersten Saison bestritt Fredericks 36 Einsätze für Fulham. In der Saison 2017/18 konnte er in seiner dritten Spielzeit beim FC Fulham den Aufstieg in die Premier League erreichen und wurde in das Team der Saison der EFL Championship gewählt.
Da er seinem 2018 auslaufenden Vertrag bei Fulham nicht verlängerte, kam es zu einem ablösefreien Transfer zu West Ham United. Am 5. Juni 2018 unterschrieb er dort einen Vierjahresvertrag. Er debütierte am 12. August 2018 bei einer 0:4-Niederlage gegen den FC Liverpool. Er erzielte sein erstes Tor für West Ham bei einem 8:0-Sieg gegen Macclesfield Town im League Cup am 26. September 2018. Nach insgesamt 63 Premier-League-Partien für die „Hammers“ in vier Jahren wechselte er Ende Juni 2022 ablösefrei zum Erstligaaufsteiger AFC Bournemouth.

## Nationalmannschaft
Fredericks machte einen einzigen Auftritt für die englische U19-Mannschaft im Jahr 2011 in einer 0:3-Niederlage gegen die Niederlande. Aufgrund seiner Abstammung könnte er auch für Guyana spielen.

## Sonstiges
Er war Bezirksmeister im 100-Meter-Lauf und im Weitsprung und hätte als Jugendlicher auch eine Karriere in der Leichtathletik anstreben können.